# 梁丙
梁丙，梁氏，春秋时期晋国大夫。
前539年（周景王六年、鲁昭公三年、晋平公十九年），郑国游吉到晋国，为晋平公的宠姬少姜送葬。梁丙和张趯前去拜见，梁丙认为晋平公让游吉为此事而来太过分了。前537年（周景王八年、鲁昭公五年、晋平公二十一年），薳启彊对楚灵王说，提及晋卿韩起之下有赵成、中行吴、魏舒、范鞅、知盈，晋国大夫叔向之下有祁午、张趯、籍谈、女齊、梁丙、張骼、辅跞、苗賁皇，都是被选辅佐诸侯的能人。前533年（周景王十二年、鲁昭公九年、晋平公二十五年），东周的甘地人和晋国的阎嘉争夺阎地的土田。晋国的梁丙、张趯率领阴戎进攻颍地。周天子派詹桓伯去谴责晋国，韩宣子遣返在颍地抓到的俘虏。